# Сичово (Волоколамський район)
Сичово (рос. Сычёво) - рабоче селище, підпорядковане місту Волоколамську Московської області Російської Федерації.
Муніципальне утворення — Волоколамський міський округ. У 2006-2019 роках органом місцевого самоврядування було міське поселення Сичово. Населення становить 2795 осіб (2019).

## Історія
З 14 січня 1929 року входить до складу новоутвореної Московської області. Раніше належало до Волоколамського повіту Московської губернії. Належало до Волоколамського району до його ліквідації 9 червня 2019 року.
Сучасне адміністративне підпорядкування з 2019 року.

## Населення
| 1859  | 1890  | 1926  | 1970  | 1979  | 1989  | 2002  |
| ----- | ----- | ----- | ----- | ----- | ----- | ----- |
| 383   | ↘301  | ↗311  | ↗2960 | ↗3287 | ↘3007 | ↗3195 |
| 2006  | 2009  | 2010  | 2012  | 2013  | 2014  | 2015  |
| ↗3200 | ↘3155 | ↘3105 | ↘3069 | ↘3021 | ↘2994 | ↘2988 |
| 2016  | 2017  | 2018  | 2019  | 2020  |       |       |
| ↘2947 | ↘2893 | ↘2847 | ↘2795 | ↘2740 |       |       |